# Seven de Japón 2015
El Seven de Japón de 2015 fue la vigésima tercera edición del torneo de rugby 7, fue el sexto torneo de la temporada 2014-15 de la Serie Mundial Masculina de Rugby 7.
Se disputó en la instalaciones del Chichibunomiya Rugby Stadium de Tokio.

## Fase de grupos

### Grupo A
| Equipo     | Encuentros | Encuentros | Encuentros | Encuentros | Tantos  | Tantos    | Tantos     | Puntos |
| Equipo     | jugados    | ganados    | empatados  | perdidos   | a favor | en contra | diferencia | Puntos |
| ---------- | ---------- | ---------- | ---------- | ---------- | ------- | --------- | ---------- | ------ |
| Fiyi       | 3          | 3          | 0          | 0          | 87      | 43        | +44        | 9      |
| Inglaterra | 3          | 2          | 0          | 1          | 62      | 40        | +22        | 7      |
| Gales      | 3          | 1          | 0          | 2          | 48      | 34        | +14        | 5      |
| Hong Kong  | 3          | 0          | 0          | 3          | 19      | 99        | –80        | 3      |

Nota: Se otorgan 3 puntos al equipo que gane un partido, 2 al que empate y 1 al que pierda

### Grupo B
| Equipo        | Encuentros | Encuentros | Encuentros | Encuentros | Tantos  | Tantos    | Tantos     | Puntos |
| Equipo        | jugados    | ganados    | empatados  | perdidos   | a favor | en contra | diferencia | Puntos |
| ------------- | ---------- | ---------- | ---------- | ---------- | ------- | --------- | ---------- | ------ |
| Nueva Zelanda | 3          | 2          | 0          | 1          | 78      | 26        | +52        | 7      |
| Escocia       | 3          | 2          | 0          | 1          | 34      | 64        | –30        | 7      |
| Australia     | 3          | 1          | 0          | 2          | 43      | 43        | 0          | 5      |
| Portugal      | 3          | 1          | 0          | 2          | 32      | 53        | –21        | 5      |

### Grupo C
| Equipo         | Encuentros | Encuentros | Encuentros | Encuentros | Tantos  | Tantos    | Tantos     | Puntos |
| Equipo         | jugados    | ganados    | empatados  | perdidos   | a favor | en contra | diferencia | Puntos |
| -------------- | ---------- | ---------- | ---------- | ---------- | ------- | --------- | ---------- | ------ |
| Sudáfrica      | 3          | 3          | 0          | 0          | 79      | 22        | +57        | 9      |
| Canadá         | 3          | 1          | 0          | 2          | 47      | 61        | –14        | 5      |
| Kenia          | 3          | 1          | 0          | 2          | 37      | 57        | –20        | 5      |
| Estados Unidos | 3          | 1          | 0          | 2          | 42      | 65        | –23        | 5      |

### Grupo D
| Equipo    | Encuentros | Encuentros | Encuentros | Encuentros | Tantos  | Tantos    | Tantos     | Puntos |
| Equipo    | jugados    | ganados    | empatados  | perdidos   | a favor | en contra | diferencia | Puntos |
| --------- | ---------- | ---------- | ---------- | ---------- | ------- | --------- | ---------- | ------ |
| Francia   | 3          | 2          | 0          | 1          | 53      | 40        | +13        | 7      |
| Japón     | 3          | 1          | 1          | 1          | 59      | 50        | +9         | 6      |
| Samoa     | 3          | 1          | 1          | 1          | 52      | 64        | –12        | 6      |
| Argentina | 3          | 0          | 2          | 1          | 47      | 57        | –10        | 5      |

## Fase Final

### Cuartos de final
| 5 de abril | Fiyi | 41 - 5 | Japón |  |  |

| 5 de abril | Sudáfrica | 22 - 0 | Escocia |  |  |

| 5 de abril | Francia | 0 - 10 | Inglaterra |  |  |

| 5 de abril | Nueva Zelanda | 15 - 19 | Canadá |  |  |

### Semifinal
| 5 de abril | Fiyi | 5 - 7 | Sudáfrica |  |  |

| 5 de abril | Inglaterra | 14 - 5 | Canadá |  |  |

### Final
| 5 de abril | Sudáfrica | 14 - 21 | Inglaterra |  |  |

| Bandera de Inglaterra  |
| Campeón Inglaterra     |
| 1º título del circuito |